# Sam Johnson (homme politique)
Pour les articles homonymes, voir Johnson et Sam Johnson.
Samuel Robert Johnson, dit Sam Johnson (né le 11 octobre 1930 à San Antonio (Texas) et mort le 27 mai 2020 à Plano (Texas)), est un homme politique américain, représentant républicain du Texas à la Chambre des représentants des États-Unis de 1991 à 2019.

## Biographie
À partir de 1950, Sam Johson s'engage dans l'United States Air Force où il est pilote. Durant la guerre du Viêt Nam, il est capturé et fait prisonnier pendant sept ans. Il reçoit de nombreuses décorations dont la Silver Star, la Legion of Merit, la Bronze Star ou encore la Purple Heart.
Il est élu à la Chambre des représentants du Texas à partir de 1985.
Il se présente en 1991 à la Chambre des représentants des États-Unis lors d'une élection partielle dans le 3e district du Texas. Le représentant sortant, le républicain Steve Bartlett (en), a démissionné pour se présenter à la mairie de Dallas. Le district comprend le nord de la ville et une partie de sa banlieue dont Plano. Sam Johnson arrive deuxième du premier tour face à Tom Pauken (20 % contre 28 %). Il est élu représentant au second tour avec 52,6 % des voix.
De 1992 à 2004, il est réélu tous les deux ans avec plus de 70 % des suffrages. En 2006 et 2008, alors les démocrates remportent les élections au niveau national, il rassemble 62,5 % et 59,7 % des voix. Il est réélu en 2010 avec 66,3 % des suffrages, puis en 2012 et 2014 sans opposant démocrate.
Il est candidat à sa réélection en 2016. Il remporte la primaire républicaine avec 74,6 % des voix face à trois adversaires. Réélu avec 61 % des suffrages en novembre 2016, il annonce quelques mois plus tard qu'il s'agit de son dernier mandat. À 86 ans, il est alors le plus âgé des représentants républicains.